# 陈清木 (演员)
陈清木（1899年4月30日—1985年2月15日），印度尼西亚华裔演员，活跃于20世纪40年代到70年代的印尼影坛。

## 生平
陈清木于1899年4月30日在雅加达出生，父亲为华人，母亲为巴达维人。